# Evangelische Kirche (Maximiliansau)
Die denkmalgeschützte Evangelische Kirche des Wörther Ortsbezirks Maximiliansau befindet sich an der örtlichen Cany-Barville-Straße im Kreis Germersheim (Rheinland-Pfalz). Das Pfarramt wird gemeinsam mit der Protestantischen Gemeinde Hagenbach geführt. Sie gehört zum Kirchenbezirk Germersheim der Evangelischen Landeskirche der Pfalz.

## Beschreibung
Bei dem Kirchengebäude handelt es sich um eine zwischen 1840 und 1844 nach Entwürfen des Speyerer Architekten August von Voit erbaute Saalkirche im Stil der Neuromanik. Die Kirche verfügt über eine eingezogene Apsis und einen steinernen Giebeldachreiter auf einer Konsole. Das Äußere ist durch Kantenlisenen und Rundbogenfriese gegliedert. Im Erdgeschoss befinden sich gekuppelte Fenster, die jeweils durch Mittelsäulen getrennt werden.
Im Jahr 1944 wurde die Kirche massiv beschädigt, worauf ein nahezu vollständiger Umbau der Innenräume folgte. Ursprünglich befanden sich im Inneren umlaufende Emporen auf Bogenstellungen.

## Orgel
Die ursprüngliche Orgel der Kirche wurde 1847 von Eberhard Friedrich Walcker (Ludwigsburg) als opus 73 gebaut. Sie verfügte über 14 Register auf zwei Manualen und Pedal. Im Zuge einer Innenrenovierung wurde sie 1961 demontiert. Anschließend baute Oberlinger (Windesheim) 1962 das heutige Instrument. Es wurde im Jahr 2000 durch ebendiese restauriert. Die Orgel verfügt über 8 Register auf einem Manual und Pedal. Die Disposition lautet:
| Manual C–g3    |       |
| Gedackt        | 8′    |
| Prinzipal      | 4′    |
| Koppelflöte    | 4′    |
| Oktave         | 2′    |
| Sesquialter II |       |
| Mixtur V       | 1 ⁄3′ |

| Pedal C–f1 |     |
| Subbaß     | 16′ |
| Oktavbaß   | 08′ |

Die Spiel- und Registertraktur sind elektrisch. Die Windladen sind als Schleifladen ausgeführt.
- Koppel: Pedalkoppel